# マーティー (お笑いコンビ)
マーティーは、吉本興業（大阪本社）所属のお笑いコンビ。2020年結成。NSC大阪校43期生。

## メンバー
真平（しんぺい、1996年2月19日 - ）（29歳）
ボケ・ネタ作り担当。立ち位置は向かって左。
本名、阪口 真平（さかぐち しんぺい）。
大阪府八尾市出身。同志社大学法学部法律学科卒業。
身長170cm、体重60kg、血液型A型。
趣味はワイン、映画鑑賞、読売ジャイアンツ。特技は英語、メルカリ。
兄と姉がいる。
石井勝太郎（オーケストラ）は小学校・中学校の同級生。
ホソ（1999年12月26日 - ）（25歳）
ツッコミ担当。立ち位置は向かって右。
本名、細谷 陸渡（ほそや りくと）。
京都府京都市右京区出身。大阪医療技術学園専門学校中退。
身長174cm、体重68kg、血液型A型。
趣味はアイドル、野球（北海道日本ハムファイターズ）、バレー（サントリーサンバーズ大阪）。特技はパワプロ、バレー、野球のキャッチング。
兄と姉がいる。

## 来歴
NSC大阪校43期生として出会う。NSC入学当初はお互いに別のコンビで活動していたが、それらが解散になり、NSC在学時の2020年8月からコンビを結成した。
真平は、大学卒業後に大阪校41期としてNSCに入学したが、中退。約1年半の社会人生活の後に、43期としてNSCに再入学した。ホソは、元々お笑い芸人になりたかったが、高卒でのNSC入学は親に止められたことで専門学校に進学。その後、専門学校を中退し、約1年のフリーター期間を経てNSCに入学した。
2024年1月の「Kakeru翔チャレンジバトル」で3位になり、同年2月からよしもと漫才劇場に所属。
2024年6月、芸歴5年以内の若手芸人が対象の賞レース「UNDER5 AWARD2024」の決勝に進出。キャッチコピーは「王道×ファンタジー」。
2024年9月、「ytv漫才新人賞2024-2025」の選考会ROUND1に出場。371点で2位になり、翌2025年3月のytv漫才新人賞決定戦へ進出。決定戦FIRST ROUNDでは、438点で7位に終わる。キャッチコピーは「無名のゴールデンルーキー」。

## エピソード

### コンビ
- コンビ名は、先輩芸人のロバートを真似して、アメリカ人の名前から名付けた[8]。後付けで、映画『バック・トゥ・ザ・フューチャー』の主人公の名前であるマーティ・マクフライが由来とも言っている[9]。
- よしもと漫才劇場に所属するためには勝ち上がらなければならない「Kakeru翔チャレンジバトル」で7回敗退した。8回目の挑戦で3位を勝ち取り、劇場メンバーへと昇格した。
- 2022年末に「来年はマンゲキへ！ネクスト芸人大ネタライブ」で1位になるも、実際に劇場メンバーとなったのは2024年[10]。

### 真平
- NSC大阪校41期生時代は2018年10月に中退している。43期生としての再入学を決める前までは、お笑いの道は辞めて社会人として生活していこうと思っており、グランフロント大阪にあるPORTERで働いていた[11]。
- 41期生の頃はコンビを2回組んでおり、元相方の内の1人は現在、月亭柳正[12]として活動している。
- 当初は芸名を付けずに本名で活動していたが、2023年4月に芸名を真平へ変更した。理由の一つとして、「本名の下の名前に破裂音入ってるのちょっとおもろいなと思って」と語っている[13]。
- 出身高校は大阪府立八尾高等学校。同志社大学には一般入試で合格して入学した。他に、関西大学にも合格していた。
- 個別指導塾の塾講師とコンビニ店員のバイトをしていた。
- メルカリを10年以上やっており、100万円以上売り上げている[14]。
- 映画鑑賞が好きで、2025年5月時点で1550本以上の映画を観ている[15]。

### ホソ
- ホソという芸名は、昔から呼ばれていたあだ名であることや、苗字の細谷のままだと「ほそたに」と読み間違えられることが多かったことから名付けた[14]。
- R-1グランプリ2021、2024に出場し、1回戦敗退[16][17]。R-1グランプリ2021に出場した際、エントリー用紙に書いた字が汚かったためか、名前を「ホリ」と誤表記されてしまった[14][16]。
- 会社の社長をやっている人物とインターネット上のお笑い掲示板で知り合い、NSCにコンビで入学した。当時のコンビ名はアイスメンで、五十音順で早い方がいいという理由で相方が名付けた。しかし、会社で借金を作った相方が1ヶ月程でNSCを辞め、コンビを解散[18]。その後、同期の清水大智[19]とビュロングというコンビを組むが解散し、3人目の相方として真平と組む[20]。
- 「Kakeru翔チャレンジバトル」への3回目の挑戦の際に突然衣装をピンクのスーツに変更した。バトル前までは「マジで今回オレらあるんちゃう？」と思っていたが、3分間スベり続けた[21]。
- 専門学校時代は約40人のクラスの中に男子が8人しかおらず、一番仲の良かったクラスメイトが辞めるのと同じタイミングで中退した[5]。
- マーティーのライブをよく担当している後輩作家に専門学校時代彼女をとられた。
- 子供の頃に親が離婚して母子家庭で育ったため、父親がいないことを真平からよくイジられている。

## 芸風
主に漫才で、しゃべくり漫才を得意とする。実在する物事や実際に起きた出来事を取り入れながら真平がボケていき、それに対してホソがツッコミを入れるスタイルが多い。
ytv漫才新人賞決定戦で審査員を務めたリンゴ（ハイヒール）からは「ほんまのことばっかり言われても（中略）そこがちょっとな」と講評を受けるが、同時に粗品（霜降り明星）からは「ほんまのこと言い続けてるだけでお客さんが笑うのこそ話芸」、「将来有望」と評価された。

## 出囃子
宮武弘『オーシャンゼリゼ』

## 賞レース成績

### M-1グランプリ
| 年               | 結果      | エントリー No. | 会場                   | 備考                 |
| ---------------- | --------- | -------------- | ---------------------- | -------------------- |
| 2020年（第16回） | 1回戦敗退 | 3038           | 朝日生命ホール         | アマチュアとして出場 |
| 2021年（第17回   | 2回戦進出 | 550            | 森ノ宮よしもと漫才劇場 | 1回戦再エントリー    |
| 2022年（第18回   | 2回戦進出 | 307            | 森ノ宮よしもと漫才劇場 |                      |
| 2023年（第19回） | 3回戦進出 | 496            | よしもと祇園花月       | 1回戦再エントリー    |
| 2024年（第20回） | 3回戦進出 | 1592           | よしもと祇園花月       |                      |

### UNDER5 AWARD
| 年              | 結果       | 会場              | 備考                                                                 |
| --------------- | ---------- | ----------------- | -------------------------------------------------------------------- |
| 2023年（第1回） | 準決勝進出 | よしもと漫才劇場  |                                                                      |
| 2024年（第2回） | 決勝進出   | ルミネtheよしもと | 決勝キャッチコピー「王道×ファンタジー」 1stステージ Aブロック3位敗退 |
| 2025年（第3回） | 準決勝進出 | YES THEATER       | ラストイヤー                                                         |

### その他
- キングオブコント2021 - 1回戦敗退[24]
- ytv漫才新人賞2024-2025 決定戦FIRST ROUND - 7位

## 出演

### テレビ
- 千原ジュニアの座王（関西テレビ）- 不定期出演

### ラジオ
- マーティーの60分（stand.fm、2023年11月26日 - ）
- ミルクボーイの火曜日やないか！（朝日放送ラジオ、2024年6月4日、9月17日）
- よしもとラジオ高校らじこー内献血啓発コーナー 愛ですサークル（FM大阪、2024年6月24日）
- よしもと祇園花月Presents GIONラジオ（KBS京都ラジオ、2024年8月4日 - 25日）
- ますます！ハイヒール（mbsラジオ、2024年10月5日）

## ライブ

### 単独ライブ
- 2025年6月27日 「エム」（よしもと漫才劇場）

### 主催ライブ
- 2023年2月9日「マーティーの60分」（道頓堀ZAZA POCKETS） - ゲスト：エナマキシマ

#### トークライブ
- 2025年2月12日「マーティーの60分 公開収録」（難波サザンシアター）
- 2025年7月24日「マーティーの60分 公開収録2」（日本橋Pollux Theater）

#### マーティー寄席
| 年     | 日程     | ゲスト             | 会場               |
| ------ | -------- | ------------------ | ------------------ |
| 2024年 | 9月24日  | 20世紀             | 新世界ZAZA POCKETS |
| 2024年 | 10月16日 | ドーナツ・ピーナツ | 新世界ZAZA POCKETS |
| 2024年 | 11月25日 | バッテリィズ       | 新世界ZAZA POCKETS |
| 2024年 | 12月9日  | 鬼としみちゃむ     | 新世界ZAZA POCKETS |